# Welschenbach
Welschenbach ist eine Ortsgemeinde im Landkreis Mayen-Koblenz in Rheinland-Pfalz. Sie gehört der Verbandsgemeinde Vordereifel an, die ihren Verwaltungssitz in Mayen hat.

## Geographie
Welschenbach liegt in der Osteifel im Landschaftsschutzgebiet „Rhein-Ahr-Eifel“. Die Gemeinde gliedert sich in die Ortsteile Oberwelschenbach und Niederwelschenbach.

## Geschichte
Die Geschichte des Ortes ist geprägt durch die Nähe zur Burg Virneburg, wo die Herren und späteren Grafen von Virneburg ansässig waren. Deren Besitz kam im 17. Jahrhundert an die Grafen von Löwenstein-Wertheim. 1794 wurde das linksrheinische Gebiet französisch und Welschenbach wurde der Mairie Virneburg im Rhein-Mosel-Departement zugeordnet. Diese wurde 1815 von Preußen in Form einer Bürgermeisterei, später als Amt im Kreis Adenau fortgeführt. 1910 wurden in Welschenbach 134 Einwohner gezählt. Das Amt Virneburg wurde 1934 aufgelöst, Welschenbach kam nun zum Amt Mayen-Land und 1970 zur Verbandsgemeinde gleichen Namens, die 2002 in Verbandsgemeinde Vordereifel umbenannt wurde.
Bevölkerungsentwicklung
Die Entwicklung der Einwohnerzahl von Welschenbach, die Werte von 1871 bis 1987 beruhen auf Volkszählungen:
| Jahr | Einwohner |
| ---- | --------- |
| 1815 | 120       |
| 1835 | 128       |
| 1871 | 107       |
| 1905 | 117       |
| 1939 | 121       |
| 1950 | 102       |
| 1961 | 108       |

| Jahr | Einwohner |
| ---- | --------- |
| 1970 | 86        |
| 1987 | 55        |
| 1997 | 63        |
| 2005 | 55        |
| 2011 | 53        |
| 2017 | 47        |
| 2023 | 47        |

## Religion
Welschenbach gehört zur Pfarrgemeinde St. Quirinus in Langenfeld.

## Politik

### Gemeinderat
Der Gemeinderat in Welschenbach besteht aus sechs Ratsmitgliedern, die bei der Kommunalwahl am 9. Juni 2024 in einer Mehrheitswahl gewählt wurden, und dem ehrenamtlichen Ortsbürgermeister als Vorsitzendem.

### Bürgermeister
Klaus Augel ist Ortsbürgermeister von Welschenbach. Bei der Direktwahl am 26. Mai 2019 wurde er mit einem Stimmenanteil von 97,44 % und am 9. Juni 2024 als einziger Bewerber mit 92,50 % für jeweils weitere fünf Jahre in seinem Amt bestätigt.

### Wappen
| Wappen von Welschenbach | Blasonierung: „In Gold, über einer erniedrigten blauen Wellenleiste ein rotes Vortragskreuz mit Pedum, begleitet von zwei grünen Ähren, unten ein schwarzer Hammer.“ |
| Wappen von Welschenbach | |

## Bildung
Die Welschenbacher Kinder besuchen die Grundschule in Herresbach. Die zuständige Realschule plus befindet sich in Nachtsheim sowie das Gymnasium und die Realschule in Adenau bzw. Mayen.

## Verkehr
Der Ort ist zwar an das Liniennetz des VRM angeschlossen, es verkehren aber nur wenige Busse, überwiegend für den Schülerverkehr.